# 이코마시
이코마시(일본어: 生駒市 이코마시[*], 문화어: 이꼬마시)는 일본 나라현 북서부에 있는 시이다. 에도 시대에 창건된 이코마 쇼텐(生駒聖天) 호잔지(宝山寺)의 몬젠마치로 발전했다. 현재는 오사카시의 신도시로 알려져 있다.

## 지리
나라현 북서쪽에 위치해 있고, 다쓰타강 하류와 도미오강 하류와 접한다. 이코마시의 북쪽과 중남부 사이에는 이코마산을 중심으로 하는 큰 산을 필두로 이와 같이 연결된 연선으로 이어주는 수많은 작은 산들과 언덕이 위치해 있다. 이코마시 북부와 중남부 사이는 작은 산과 언덕 때문에 왕래하기가 매우 어렵고 중남부에서는 고도 경제성장 초기에 도시화가 시작되었지만 북부는 1970년대 후반 즈음이 되어야 개발되기 시작했다. 그 때문에 일찍부터 도시화가 진행된 중남부와 신흥 주택지의 북부와는 양상이 다르다. 그 예로서 중남부는 시내의 역(주로 긴테쓰 이코마역 등이 대표적이다)을 이용하는데 대해 북부는 나라시의 역(주로 긴테쓰 가쿠엔마에역)을 이용하는 경향이 있어 생활권이 나라시에 속한다.
이코마시는 간사이 문화학술연구도시의 역내에 포함되어 있다. 시역은 좁기는 하지만 평지가 적고 기본적으로 산 중심의 지형 때문에 자동차나 오토바이가 없으면 이동이 어렵다. 또 경사지에도 주택이 밀집해 이코마산에서조차 꽤 위쪽까지 주택지가 있다. 그러므로 케이블카가 통근 노선으로 기능하며, 이 배경을 대한민국과 비유하자면 부산의 40계단과 거의 유사하다.

### 인접하는 자치체
- 나라현 나라시, 야마토코리야마시, 이코마군 헤구리정 이카루가정
- 교토부 교타나베시, 소라쿠군 세이카정
- 오사카부 히라카타시, 다이토시, 히가시오사카시, 시조나와테시, 가타노시

## 역사
1960년대부터 대규모 주택지 건설이 잇따르는 등 도시화가 본격적으로 진행되어 인구가 급증해 현내의 유수한 주택 지역이 되었다. 1971년에 시가 되었고 1990년에는 현내 3번째로 인구 10만의 도시가 되었다. 1987년에는 시의 북부가 간사이 문화학술연구도시로 지정되었다.

## 교통

### 철도
- 긴키 닛폰 철도
  - 나라선
    - (← 히가시오사카시 이시키리역) - 이코마역 - 히가시이코마역 (나라시 도미오역 →)

  - 이코마선
    - 이코마역 - 나바타역 - 이치부역 - 미나미이코마역 - 하기노다이역 - 히가시야마역 - (헤구리정 모토산조구치역 →)

  - 게이한나선
    - (← 히가시오사카시 신이시키리역) - 이코마역 - 시라니와다이역 - 갓켄키타이코마역 - (나라시 갓켄나라토미가오카역 →)

  - 이코마코사쿠선
    - 도리이마에역 - 호잔지역 - 우메야시키역 - 가스미가오카역 - 이코마산조역

### 도로
- 국도 제163호선 (일본)(일본어판)
- 국도 제168호선
- 국도 제308호선 (일본)(일본어판)
- 나라현도 제1호선